# Bombus cryptarum
Espèce
Statut de conservation UICN

 DD  : Données insuffisantes
Bombus cryptarum, le bourdon cryptique ou bourdon virgule, est une espèce d'insectes hyménoptères de la famille des Apidae, un bourdon du genre Bombus et du sous-genre Bombus. Elle est présente en Europe, en Asie et en Amérique du Nord.